# 久左衛門新田
久左衛門新田（きゅうざえもんしんでん）は、埼玉県川口市の大字。郵便番号は333-0804。

## 地理
川口市北東部の戸塚地区の東部に位置する。町域の西端を伝右川が流れる。隣接する藤兵衛新田と一体で戸塚東部特定土地区画整理事業が行われている。新田開発をした人物に由来する地名で、近隣の藤兵衛新田、源左衛門新田、長蔵新田（現長蔵）をはじめ、川口市と隣接する草加市内には清右衛門新田（現清門）、善兵衛新田（現新善町）、長右衛門新田（現長栄）、金右衛門新田（金明町）、新兵衛新田（現新栄）、九左衛門新田（現旭町）、越谷市には七左衛門（現七左町）などが存在した。

## 歴史
町村制施行前は、北足立郡久左衛門新田だった。
- 1889年（明治22年）4月1日 - 町村制施行に伴い、戸塚村・西立野村・長蔵新田・久左衛門新田・藤兵衛新田が合併し、戸塚村大字久左衛門新田となる。
- 1956年（昭和31年）4月1日 - 戸塚村・大門村・野田村が合併し、美園村が成立する。美園村大字久左衛門新田となる。
- 1962年（昭和37年）5月1日 - 美園村の南側（旧戸塚村と旧大門村の一部）が川口市に編入され、川口市大字久左衛門新田となる[4]。

## 小・中学校の学区
市立小・中学校に通う場合、学区（校区）は以下の通りとなる。
| 番地 | 小学校                 | 中学校             |
| ---- | ---------------------- | ------------------ |
| 全域 | 川口市立戸塚綾瀬小学校 | 川口市立戸塚中学校 |

## 交通

### 鉄道
町域に鉄道は敷設されていない。最寄り駅は埼玉高速鉄道線戸塚安行駅、もしくはJR武蔵野線、埼玉高速鉄道線東川口駅となる。

### 道路
都市計画道路南浦和越谷線 - 北川口陸橋より戸塚環境センターに至る片側2車線の通り

## 施設
- 川口市戸塚南部特定土地区画整理組合
- 宮前公園
- 天満宮

## 関連文献
- 「久左衛門新田」『新編武蔵風土記稿』 巻ノ137足立郡ノ3、内務省地理局、1884年6月。NDLJP:763997/61。